# توشیکی ساتو
توشیکی ساتو (انگلیسی: Toshiki Satō؛ زادهٔ ۶ مهٔ ۱۹۶۱) کارگردان فیلم، و فیلم‌نامه‌نویس اهل ژاپن است.